# Tapto
Tapto är en militär signal på kvällen som innebär att manskapet skall återvända till sina förläggningar för att gå till nattvila. Den kan ges med jägarhorn, signaltrumpet eller trumma. Ordet tapto härstammar från Trettioåriga krigets dagar. Efter taptot var all utskänkning förbjuden och ölutskänkningen avslutades genom att marketentaren slog tappen i öltunnorna, "tapp till!", på lågtyska tap toe!
Stort tapto, såsom ”Svenska arméns tapto" är liksom "Svenska arméns revelj" orkesterverk i en sats och har inspirerat till vår tids tattoo och är ett konsertnummer som spelas av en hel musikkår. Båda orkesterverken började användas omkring 1814 och har tillskrivits kung Oskar I och är sannolikt komponerat av den tysk musikern Johann Heinrich Walch.
Ordet "tapto" är belagt i svenska språket sedan 1669.

Ett tapto från USA.

|  |
|  |